# Сомик Михайло Миколайович
Михайло Миколайович Сомик (нар. 5 серпня 1970) — український футболіст, який грав на позиції півзахисника. Відомий насамперед виступами за луцьку «Волинь» у вищій лізі чемпіонату України, грав також за низку команд у вищому дивізіоні Молдови та у клубі «Жетису» найвищого дивізіону Казахстану. По закінченні футбольної кар'єри працює тренером аматорського футбольного клубу.

## Кар'єра футболіста
Михайло Сомик розпочав свою професійну футбольну кар'єру в 1992 році у клубі вищого дивізіону Молдови «Кристал» із Фалештів. На початку 1994 року на футболіста звернули увагу представники вищолігового українського клубу «Волинь», у якому Сомик дебютував у квітні 1994 року. Проте у луцькому клубі футболіст не зумів проявити свої найкращі якості, та зіграв лише в одному матчі у вищій лізі, та став гравцем аматорського луцького клубу «Електрик-ЕНКО». На початку 1995 року футболіст повернувся до Молдови, де знову грав за «Кристал», а з початку сезоу 1995—1996 року перейшов до складу іншого вищолігового клубу «Чухур» з Окниці. У 1997 році Михайло Сомик став гравцем кишинівського клубу вищої молдовської ліги «Агро», проте зіграв у ньому лише 1 матч чемпіонату, та перейшов до складу іншого молдовського клубу «Ністру» з Атак, у якому грав до кінця 1997 року, щоправда зіграв у ньому лише 4 матчі. На початку 1998 року Михайло Сомик перейшов до складу друголігової російської команди «Моздок» з однойменного міста, а в кінці року повернувся до України, де грав за аматорські клуби «Троянда-Експрес» з Гірка Полонки та «Дністер» з Новодністровська. У 1999 році футболіст знову відбув до Росії, де грав за друголіговий клуб «КАМАЗ-Чалли». Після виступів за клуб із Татарстану Сомик повернувся в Україну, та розпочав виступи за аматорський клуб «Явір-Волиньліс» із Цумані, а з початку сезону 2001—2002 став гравцем друголігового українського клубу «Сокіл»  із Золочева, із яким виграв зональний турнір другої ліги. Наступний сезон футболіст розпочав у складі золочівської команди у першій лізі, проте вже з початку 2003 року став гравцем вищолігової казахської команди «Жетису» з Талдикоргана. У 2004 році Михайло Сомик повернувся до України, та став гравцем друголігового клубу «Енергетик» із Бурштина, з яким після зайнятого другого місця в зоні другої ліги здобув путівку до першої ліги. Нетривалий час футболіст грав у першій лізі за бурштинський клуб, після чого поїхав на футбольні заробітки до Польщі, де спочатку розпочав виступи за нижчоліговий клуб «Холмянка», а пізніше за третьоліговий клуб «Спартакус» із Шароволі, ізяким вийшов до другої польської ліги. Протягом року футболіст також виконував обов'язки граючого тренера «Спартакуса». Після повернення в Україну Михайло Сомик нетривалий час грав за футзальну команду «Торчин», пізніше за команду «Рожище» з однойменного міста в чемпіонаті області. За рік футболіст знову поїхав до Польщі, де знову грав за «Холмянку», а пізніше за клуб «Гучва» з Тишовців. Після повернення в Україну Михайло Сомик став тренером аматорської футбольної команди «Топільне» з однойменного села Рожищенського району.